# 말리부 럼

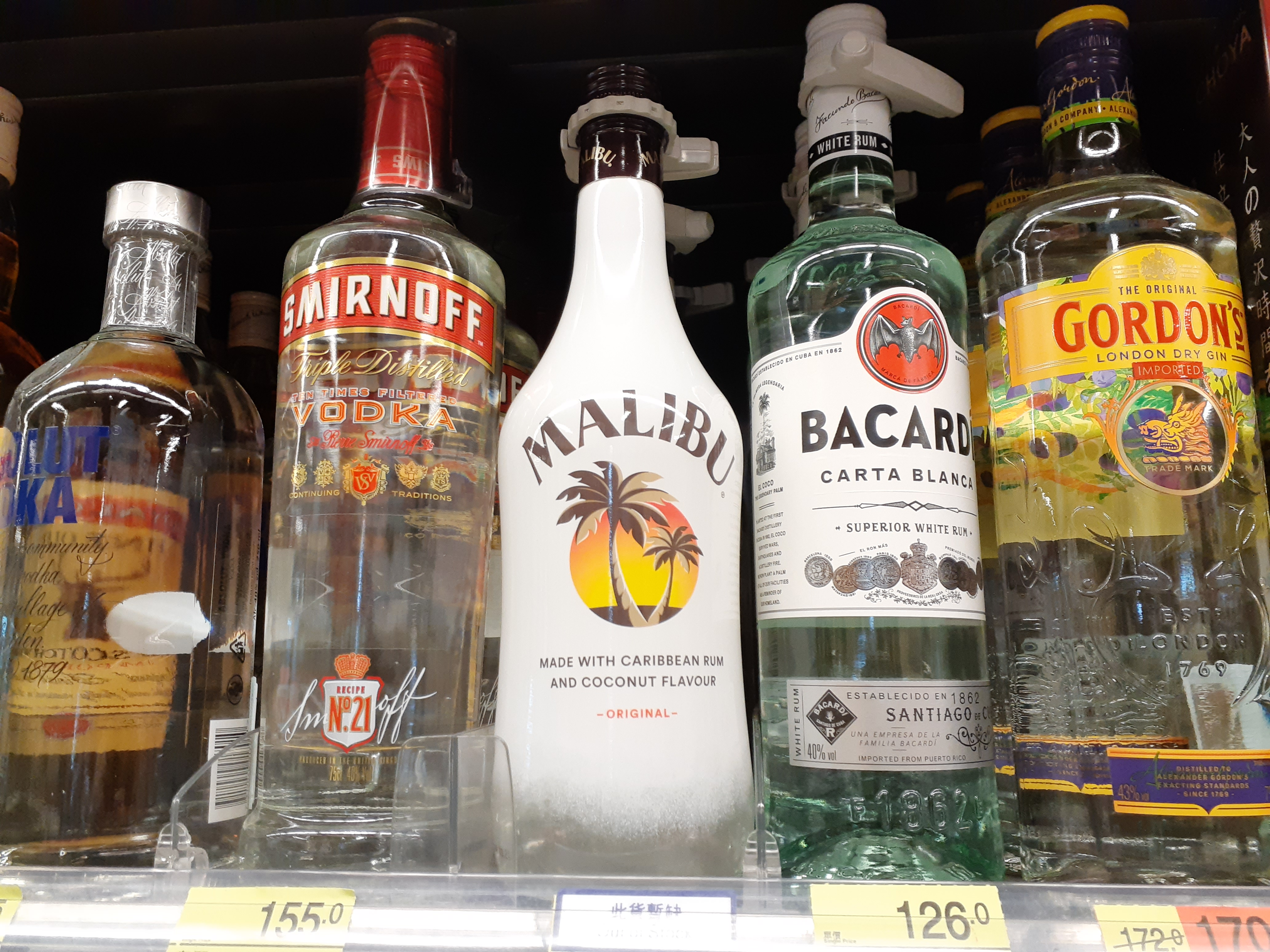

말리부 럼(Malibu Rum)은 바베이도스에서 생산되는 천연 코코넛 추출물로 만드는 럼이다.알코올 함량은 21.0%이며, 브랜드는 페르노리카가 소유하고 있다.

## 역사
말리부는 원래 퀴라소에서 럼과 코코넛의 풍미가 더해진 과일 증류주로 만들었다. 처음에 말리부 럼은 바텐더들이 칵테일 피냐콜라다를 쉽게 만들기 위해서 사용되었다. 자메이카로 상품의 산지가 옮겨지면서, 재료들의 품질이 개선되었다. 이 브랜드는 2002년 Allied Domecq에게 560만 파운드에 팔렸고, 후에 페르노리카가 인수하였다.

## 종류
말리부 럼의 첫 번째 변형은, 말리부 라임으로 자메이카와 프랑스의 나이트 클럽에서만 한정되어서 판매되었다. 자메이카에서 일부 성공을 거두었음에도 불구하고, 프랑스에서는 성공하지 못했고, 2003년 7월 생산이 중단되었다. 현재 시장에서는 말리부 원형제품에 기초한 제품들이 팔리고 있는데, 말리부 망고 럼, 말리부 패션프루트 럼, 말리부 파인애플럼, 말리부 트로피컬 바나나 럼과, 최근에 출시된 말리부 아일랜드 멜론 럼 등이 있다. 말리부와 관련 제품들은 스트레이트로 마시거나, 우유, 그리고 보다 대중적으로 과일음료나 코카 콜라와 같은 탄산음료 섞어서 마시는데, 이 중 펍 스쿼시와 섞어서 마시는 것은 자메이칸 레모네이드라고 불리기도 한다. 말리부 코코넛은 파인애플 쥬스와 바카디 151과 섞어 카리부 루(Caribou Lou)를 만든다.
말리부 럼의 병은 불투명한 하얀색이지만, 실제 술은 무색이며 일반 럼 보다 약간 더 점성이 있다.

## 같이 보기
- 피냐 콜라다